# 直接行動 (テロ組織)
直接行動（ちょくせつこうどう、フランス語:Action directe　アクシオン・ジレクト）は、フランスの極左テロ組織。1979年に無政府主義組織「国際革命行動グループ」と毛沢東主義グループ「人民自治武装細胞」が合体して設立した。

## 活動
母体となった人民自治武装細胞は、1978年にフランス財界の首脳を誘拐。政治犯を釈放させることを要求したことで高い知名度を得ていたが、合同後は銀行強盗を繰り返した。が1982年頃から「国内派」と「国際派」に分裂。国内派は公共施設、軍、マスコミに爆弾テロを働き、その犠牲者の一人に当時のルノー公団総裁、ジョルジュ・ベス(Georges Besse)も含まれていた。1987年に当局の取り締まりにより解散した。国際派はドイツ赤軍や赤い旅団などの国外のテロ組織と共闘して爆破、暗殺を繰り返したが同じく1987年に当局の取り締まりにより壊滅した。

## 犯行
直接行動は50件ものテロ攻撃を行い、その中には1985年には直接行動の一部隊である「エリザベス・ヴァン・ダイク=コマンド」が、フランス国防省の高官ルネ・オードラン(フランス語版)を暗殺したり、サブマシンガンを乱射するといった事件も含まれていた。